# أزمة مضيق تايوان الثانية
أزمة مضيق تيوان الثانية أو أزمة مضيق تايوان 1958 (بالإنجليزية: Second Taiwan Strait Crisis)‏ (بالصينية: 金门炮战) ، كانت صراعا بين حكومات جمهورية الصين الشعبية وبين جمهورية الصين، عندما قامت جمهورية الصين الشعبية بإطلاق الصورايخ على جزر ماتسو وكنمن في محاولة لها للسيطرة على هذه الجزر ونزع قبضة جمهورية الصين منها.
بدأت هذه الحرب بـ823 قصف مدفعي (صينية تقليدية:八二三炮戰؛ صينية بسيطة:八二三炮战؛ بينيين: bāèrsān pàozhàn) في 5:30 تاريخ 23 أغسطس 1958، عندما قام جيش التحرير الشعبي بقصف مدفعي على كنمن. قوات جمهورية الصين في كنمن حفرت وقامت بالرد الناري. كنتيجة للقصف، 400 فرد من جيش جمهورية الصين و50 جندي من جمهورية الصين الشعبية قتلوا.